# قاي بورجوازي
قاي بورجوازي هو سياسي كندي، ولد في 26 فبراير 1958 في أموس في كندا. حزبياً، نشط في حزب كيبيك الليبرالي. وقد انتخب عضو الجمعية الوطنية في كيبك ‏ عن دائرة Abitibi-Est ‏ خلال فترته النيابية ‏.